# Acangassuini
Acangassuini, tribus (pleme) kornjaša Coleoptera potporodice Cerambycinae kojemu je do 2018. pripadao samo jedan rod (Acangassu) s jednom vrstom Acangassu diminuta (holotip). Rod i vrstu opisali su tek 2001. Galileo & Martins. Jedina mu je poznata lokacija područje južnobrazilske države Rio de Janeiro.
Godine 2018. tribusu je dodan i novi monotipski rod Acangarana s vrstom A. santossilvai iz istočnog Brazila